# Enterodictyon
Enterodictyon es un género de hongos liquenizados de la familia Roccellaceae.